# KB Karlskoga Fotbollförening
O KB Karlskoga FF - Fotboll, ou simplesmente KB Karlskoga FF, é um clube de futebol da Suécia fundado em 1963. Sua sede fica localizada em Karlskoga.
Em 2009 disputou a Division 2 Mellersta Götaland, uma das seis ligas da quarta divisão do futebol sueco, terminando na sexta colocação dentre 12 clubes participantes.